# Convair F-102 Delta Dagger
Конвэр F-102 «Дельта дэггер» (англ. Convair F-102 Delta Dagger) — американский истребитель-перехватчик, разработанный фирмой Convair (подразделением General Dynamics) в конце 1940-х — начале 1950-х годов. Принят на вооружение в 1956 году. Основное назначение самолёта — перехват советских стратегических бомбардировщиков (Ту-95) в период холодной войны. Разработан и серийно выпускался большой серией фирмой Convair. Вошёл в историю авиации как первый серийный боевой самолёт с треугольным крылом, первый сверхзвуковой всепогодный перехватчик и первый перехватчик с исключительно ракетным оружием.

Оставался на вооружении ВВС США до конца 1970-х годов.

## Боевое применение
F-102 ограниченно применялся во Вьетнамской войне, выполняя задачи эскорта бомбардировщиков и при атаке наземных целей. Применялся совместно с усилением из F-101 Voodoo, и позднее F-4 Phantom.
Четыре «Дельта дэггера» было подорвано в 1965 году во время северовьетнамской атаки на американский аэродром в Да Нанге. 3 февраля 1968 года один F-102 был сбит северовьетнамским истребителем МиГ-21.
Турецкие F-102 выполняли боевые вылеты во время турецкого вторжения на Кипр в 1974 году. Они участвовали в воздушных боестолкновениях с греческими истребителями F-5. 22 июля, по заявлениям Турции, F-102 сбили два греческих F-5, в свою очередь Греция заявляла, что её истребители сбили два турецких «Дельта Даггера». Официально обе стороны отрицали потери в воздушных боях.
По мере вывода F-102 из эксплуатации было решено переоборудовать оставшиеся самолёты в беспилотные мишени QF-102. Их использовали для испытания новых видов вооружений и при учебных пусках ракет.

## Тактико-технические характеристики
Приведенные характеристики соответствуют модификации F-102A.
Источник данных: Standard Aircraft Characteristics 

Технические характеристики
- Экипаж: 1 (пилот)
- Длина: 20,82 м (с трубкой Пито)
- Размах крыла: 11,61 м
- Высота: 6,46 м
- Площадь крыла: 64,58 м²
- Стреловидность по передней кромке: 60° 6'
- Коэффициент удлинения крыла: 2,2
- Средняя аэродинамическая хорда: 7,24 м
- Профиль крыла: NACA 0004-65 mod
- Колея шасси: 4,42 м
- Масса пустого: 8777 кг
- Масса снаряжённого: 9028 кг
- Нормальная взлётная масса: 12 769 кг
- Максимальная взлётная масса: 14 187 кг (по прочности)
- Максимальная посадочная масса: 12 805 кг
- Масса топлива во внутренних баках: 3200 кг (+ 1267 кг в ПТБ)
- Объём топливных баков: 4107 л (+ 1628 л в ПТБ)
- Силовая установка: 1 × ТРДФ Pratt & Whitney J57-P-23A
  - Бесфорсажная тяга: 1 × 45,37 кН (4627 кгс)
  - Форсажная тяга: 1 × 71,17 кН (7257 кгс)
  - Длина двигателя: 6,3 м
  - Диаметр двигателя: 1,02 м
  - Сухая масса двигателя: 2288 кг

Лётные характеристики
- Максимальная скорость: 1185 км/ч у земли, 1380 км/ч на высоте
- Крейсерская скорость: 972 км/ч
- Скорость сваливания: 248 км/ч (при нормальной взлётной массе)
- Боевой радиус: 620 км
  - с ПТБ: 1048 км
- Практическая дальность: 1558 км (без ПТБ)
- Перегоночная дальность: 2396 км (с ПТБ)
- Практический потолок: 16 093 м
- Скороподъёмность: 98,04 м/с
- Нагрузка на крыло: 197,3 кг/м² (при нормальной взлётной массе)
- Тяговооружённость: 0,36/0,57 (без форсажа / с форсажем)
- Длина разбега: 698 м (при нормальной взлётной массе)
- Длина пробега: 543-558 м (в зависимости от посадочной массы)

Вооружение
- Боевая нагрузка: 345,6 кг управляемые ракеты и 196 кг НАР
- Управляемые ракеты: 6 × GAR-1D/2A/11
- 1 × AIM-26 Falcon с ядерной (W54[англ.]) или осколочно-фугасной боевой частью.
- Неуправляемые ракеты: 24 × 70 мм FFAR